# Црква Свете Петке (Св. Петра и Павла) у Мушникову
Црква Свете Петке (Св. Петра и Павла) у Мушникову, у општини Призрен на Косову и Метохији, саграђена је и живописана 1563/1564. године, да би била знатно обновљена у другој половини 19. века. Представља непокретно културно добро као споменик културе од изузетног значаја.

## Изглед
Црква се налази изнад села Мушниково првобитне посвете апостолима Петру и Павлу, а чија је заштитница данас Света Петка.
Црква Светих апостола Петра и Павла је једнобродна грађевина, правоугаоне основе, са полукружном олтарском апсидом са унутрашње стране, а тространом споља. У средини олтарске апсиде у виду нише постављена је часна трпеза од камена. Простор цркве је осветљен преко три мала и уска, по облику идентична прозора. У западном зиду дозидане припрате налазе се лучно завршена врата, а изнад њих је полукружна лунета. Црква је грађена од ломљеног камена, а покривена је двосливним кровом са благо избаченим каменим венцем и степенасто решеним, што је упечатљива карактеристика овога храма. Степенасто решено прочеље улазној фасади храма даје потребну динамику која је у периоду њене обнове била потребана као матријални печат или белег вештине мушниковских мајстора – влашких печалбара. Црква је значајно дограђена и проширена током 1866. године. Спратна кула са полигоналном звонаром на крову одигнута је 1925. године.
По обнови је срушен западни зид, наос проширен за дебљину зида и продужен на запад, прозори такође проширени, а прочеље уместо троугаоног добило надвишени степенасти забат. Првобитни изглед цркве показује зидање притесаним каменом, без украса, и споља тространу апсиду.
У унутрашњости су изведене само две нише неопходне обреду, олтарска и протезисна.
Од првобитног фреско-сликарства сачувани су само фрагменти: загрљени Петар и Павле и свети Теодор на јужном зиду уз иконостас, четири архијереја из Поклоњења Агнецу, свети архиђакони Стефан и Роман у ђаконикону и проскомидији, Богородица Шира од небеса изнад Поклоњења и Благовести са страна те фрагменти Вазнесења и Нерукотовореног образа на источном зиду.
Иако је од првобитног фреско сликарства сачуван незнатан део, у зони стојећих фигура на јужном зиду препознаје се рад мајстора који је знања стицао у некој од критских радионица. Осим грчких натписа и стила, одаје га и ретко иконографско решење представе св. Петра и Павла у загрљају, насликано уз првобитни иконостас. Други сликар исте дружине, који је живописао олтар, осетно је скромније даровитости.
У цркви се налази нови иконостас. Сачуван је и део царских двери неколико старих икона (Свете Петке, Светих Арханђела и Светог Николе) као и делови јеванђеља.
Конзерваторским радовима на архитектури, изведеним 1962. године, обрушеној цркви је враћен свод и двосливна кровна конструкција са покривачем од камених плоча.
Уз цркву, са њене северне стране, налази се више вековастаро култно стабло јасена чији је пречник дебла око 2 метра.
- Поглед из ваздуха
- Источна страна цркве
- Мајка Божија - Шира од Небеса
- Свети Петар и Павле